# Východoevropský ovčák
Východoevropský ovčák (anglicky: East European Shepherd) je plemeno ovčáckého psa vytvořené křížením německých ovčáků dovezených z Německa do Sovětského svazu v roce 1924. Je velmi odolný proti extrémnímu chladu a choval se pro vojenské použití. V jeho DNA jsou stopy po sibiřské lajce a německém ovčákovi, zděděné od vstupu Rudé armády v Německu během konce druhé světové války. Východoevropský ovčák je málo známé plemeno v západních zemích, ale naopak v zemích bývalého Sovětského svazu je toto psí plemeno velmi oblíbené. Pes je inteligentní, hravý a pracovitý. V kohoutku měří okolo 70 cm, hmotnost se pohybuje v různých rozmezích, ale většinou nepřesáhne 55 kg.
Je lehko zaměnitelný s německým ovčákem, rozdíl je především v tom, že východoevropský ovčák je větší a také ve zdraví obou plemen — velkou problematikou chovu německých ovčáků je v poslední době zkosená záď a křivé nohy, čemuž se chovatelé východoevropských ovčáků snaží předejít pečlivou selekcí chovných jedinců.
Hodí se jako pracovní psi, v Rusku jsou dokonce využívání jako slepečtí. Společenským psem může východoevropský ovčák být jen v případě, že jej majitel umí dobře vycvičit a zaměstnat.